# Graue Vieraugenbeutelratte
Die Graue Vieraugenbeutelratte (Philander opossum) ist eine Beutelsäugerart aus der Familie der Beutelratten (Didelphidae). Sie kommt im Regenwald in den drei Guyanas und im nördlichen und östlichen brasilianischen Amazonasbecken vor.

## Beschreibung
Die Graue Vieraugenbeutelratte erreicht eine Kopfrumpflänge von 20 bis 33 cm, hat einen 19,5 bis 33,5 cm langen Schwanz und kann ein Gewicht von 200 bis 675 g erreichen. In menschlicher Obhut gehaltene Exemplare wurden schon bis zu 1,5 kg schwer. Das Rückenfell der Graue Vieraugenbeutelratte ist hell- bis dunkelgrau. Der Bauch ist hell, gelblich oder cremeweiß. Das Fell ist dicht, kurz und weich. Der Kopf hat die gleiche Farbe wie der Rücken und zeigt oberhalb der Augen die charakteristischen und für die Gattung namensgebenden hellen Flecken. Die Ohren sind relativ groß und unbehaart. Weibchen haben einen vollständig ausgebildeten Beutel, dessen Öffnung vorne ist und der insgesamt sieben Zitzen enthält, eine mittige und drei an jeder Seite. Der Karyotyp besteht aus einem Chromosomensatz von 2n=22 Chromosomen (FN=29). Die Graue Vieraugenbeutelratte ähnelt Philander canus. Beide sind auf der Rückenseite grau mit hellen Hinterfüßen. Philander canus ist im Durchschnitt aber wesentlich kleiner. Bei der Grauen Vieraugenbeutelratte ist etwa die Hälfte des Schwanzes weiß gefärbt. Bei Philander canus ist es das letzte Viertel oder weniger. Weitere Unterschiede betreffen die Morphometrie des Schädels.

## Lebensweise
Die Graue Vieraugenbeutelratte kommt in Primärwäldern, Sekundärwäldern, Galeriewäldern und in Gärten vor, wobei sie feuchte Biotope bevorzugt. Sie gilt als nachtaktiv, in Suriname wurden die Tiere jedoch auch tagsüber beobachtet. In einem Sekundärwald in Französisch-Guayana hat man eine Populationsdichte von 85 bis 180 Exemplaren auf einen Quadratkilometer festgestellt, abhängig von der Jahreszeit. Graue Vieraugenbeutelratten sind Allesfresser und ernähren sich von Früchten, Würmern, Insekten, Spinnentieren, Schnecken, Krustentieren und von Fröschen. Früchte machen etwa die Hälfte ihrer Nahrung aus. Es werden vor allem Früchte mit reichlich Fruchtfleisch, hohem Wassergehalt und weicher Schale verspeist. Kleine Samen werden mit gefressen, größere werden liegen gelassen. Zur Fortpflanzung bauen die Weibchen in Baumhöhlen, Astgabeln, ausgehöhlten umgefallenen Stämmen zwischen Bananen- oder Palmwedeln, oder unter Hausdächern runde Nester aus Blättern. Die Nester haben einen Durchmesser von etwa 30 cm. Die Neugeborenen sind bei der Geburt etwa 9 g schwer, wachsen schnell und haben zur Zeit ihrer Entwöhnung im Alter von 69 bis 75 Tagen ein Gewicht von 50 bis 75 g. Im Durchschnitt werden 4 bis 5 Jungtiere geboren. In ungestörten Primärwäldern können sich die Tiere das ganze Jahr über vermehren, in Sekundärwäldern gibt es während der Trockenzeit weniger Geburten. In Französisch-Guayana hat man beobachtet das die Weibchen zwei- bis viermal im Jahr gebären und der Abstand zwischen zwei Geburten bei ca. 90 Tagen liegt. Weibchen werden im Alter von ca. 6 bis 7 Monaten geschlechtsreif, Männchen sind dann etwa 7 Monate alt. In freier Wildbahn wird die Graue Vieraugenbeutelratte etwa 2,5 Jahre alt.

## Systematik
Die Graue Vieraugenbeutelratte wurde bereits 1758 durch Carl von Linné, den Begründer der binären Nomenklatur und modernen biologischen Taxonomie unter dem Namen Didelphis opossum erstmals beschrieben. Die Gattung Philander wurde schon vier Jahre später durch den  französischen Zoologen Mathurin-Jacques Brisson eingeführt. Terra typica für Philander opossum ist Suriname. Zwischen 1899 und 1913 wurden weitere Vieraugenbeutelrattenformen beschrieben, die Philander opossum als Unterarten zugeordnet wurden und lange Zeit galt Philander opossum als einzige, in Süd- und Mittelamerika weit verbreitete Vieraugenbeutelrattenart. In einer im Jahr 2018 veröffentlichten Revision der Vieraugenbeutelratten wurden die in Mittelamerika und im nordwestlichen Südamerika lebenden Unterarten der Grauen Vieraugenbeutelratte zu eigenständigen Arten (Philander canus, Philander melanurus, Philander vossi) und die im westlichen brasilianischen Amazonasbecken, sowie im östlichen Tiefland von Ecuador und Peru vorkommenden Vieraugenbeutelratten wurden unter dem Namen Philander pebas als neue Art beschrieben. Somit ist die Graue Vieraugenbeutelratte jetzt monotypisch.

## Gefährdung
Wegen ihrer weiten Verbreitung, ihrer Häufigkeit, ihrer Toleranz gegenüber Veränderungen ihrer Umwelt und des Vorkommens in verschiedenen Schutzgebieten gilt die Graue Vieraugenbeutelratte als ungefährdet.

## Belege
1. 1 2 3  Robert S. Voss, Juan F. Díaz-Nieto and Sharon A. Jansa. 2018. A Revision of Philander (Marsupialia: Didelphidae), Part 1: P. quica, P. canus, and A New Species from Amazonia. American Museum Novitates. Number 3891; 1–70. DOI: 10.1206/3891.1 (Seite 167)
2. 1 2 3  Diego Astúa: Family Didelphidae (Opossums). Seite 485 – 486 in Don E. Wilson, Russell A. Mittermeier: Handbook of the Mammals of the World – Volume 5. Monotremes and Marsupials. Lynx Editions, 2015, ISBN 978-84-96553-99-6